# アルバートドック
アルバートドック（英：Albert Dock）は、日本の競走馬である。2016年の小倉大賞典、七夕賞の勝ち馬で2016年サマー2000シリーズの優勝馬。馬名の由来はイギリス、リヴァプールにある「アルバート・ドック」から。

## 経歴

### デビュー前
2012年1月21日、社台コーポレーション白老ファームで誕生。その後、一口馬主法人G1レーシングから総額6,000万円（一口150万円×40口）で募集された。

### 2歳（2014年）
栗東の松田博資厩舎に入厩し、2014年9月21日の新馬戦（阪神芝2000m）でデビュー。藤岡康太が騎乗し初戦は6着に敗れる。続く未勝利戦は後方から追い込むが後のGI馬であるシュヴァルグランを捕らえきれず2着に敗れた。3戦目で中団から抜け出しウェスタールンドにクビ差をつけ初勝利を挙げる。昇級戦となったシクラメン賞は一旦先頭に立つがポルトドートウィユに交わされ2着となった。

### 3歳（2015年）
3か月ぶりとなった3歳初戦、ゆきやなぎ賞は1番人気に応えクリプトグラムに3/4馬身差をつけ1着。2勝目を飾る。初重賞挑戦となった毎日杯は勝ち馬から0.1秒差の4着に敗れた。続く京都新聞杯は中団から脚を伸ばし3着に入った。次走の白百合ステークスは道中は中団で脚をため、最後はナムラアン、ミュゼゴーストを差し切り3勝目を挙げた。その後は休養に入り、4か月の休み明けとなった神戸新聞杯から始動したが、7着に敗れた。初のGI挑戦となった菊花賞は2週目3コーナーで捲っていったが直線で力尽き12着と惨敗に終わった。次走、古馬との初対戦となったアンドロメダステークスは川田将雅に乗り替わる。1番人気に推され、上り最速の脚で追い込んだが3着に終わった。初のマイル戦となったリゲルステークスも3着に敗れた。

### 4歳（2016年）
年明け初戦となった小倉大賞典は2月いっぱいで定年引退となる松田博資調教師最後の重賞挑戦となった。レースは道中後方で脚を溜め、直線で最内を突いて鋭く伸び、ダコールをアタマ差交わして重賞初制覇を飾った。騎乗した川田はお立ち台で松田師への感謝の思いがこみ上げ涙を流した。3月になり、同じく栗東の須貝尚介厩舎に転厩。転厩初戦となった中日新聞杯は松若風馬が騎乗、1コーナーで不利を受け態勢を崩し最下位の18着に終わった。続くマイラーズカップは幸英明に乗り替わり、後方から伸びるも5着が精一杯だった。次走、エプソムカップは三浦皇成が騎乗するが7着に敗れた。戸崎圭太に乗り替わった七夕賞は中団追走から徐々に進出すると、追いすがるダコールを半馬身振り切って優勝。重賞2勝目を手にした。続く新潟記念はトップハンデ58㎏を背負いながらも外から末脚を発揮したが、さらに外からアデイインザライフの強襲に交わされ2着と惜敗した。この結果により、サマー2000シリーズを1着、2着としサマー2000シリーズの王者に輝いた。その後は天皇賞（秋）に出走する予定だったが、軽度の繋靱帯損傷のため回避となった。その後経過を観察していたが、11月に左前脚屈腱炎の発症が判明。翌年の1月10日付で競走馬登録を抹消された。その後はイタリアで種牡馬となった。

## 競走成績
以下の内容は、JBISサーチおよびnetkeiba.comに基づく。
| 競走日     | 競馬場 | 競走名        | 格      | 距離（馬場）  | 頭 数 | 枠 番 | 馬 番 | オッズ （人気） | 着順 | タイム （上り3F） | 着差 | 騎手      | 斤量 [kg] | 1着馬（2着馬）       | 馬体重 [kg] |
| ---------- | ------ | ------------- | ------- | ------------- | ----- | ----- | ----- | --------------- | ---- | ----------------- | ---- | --------- | --------- | -------------------- | ----------- |
| 2014.09.21 | 阪神   | 2歳新馬       |         | 芝2000m（良） | 14    | 3     | 4     | 005.10（2人）   | 06着 | R2:04.5（34.7）   | -0.5 | 0藤岡康太 | 54        | ドラゴンヴァース     | 470         |
| 0000.10.12 | 京都   | 2歳未勝利     |         | 芝2000m（良） | 12    | 2     | 2     | 008.90（4人）   | 02着 | R2:01.0（34.9）   | -0.2 | 0藤岡康太 | 55        | シュヴァルグラン     | 474         |
| 0000.11.08 | 京都   | 2歳未勝利     |         | 芝2000m（良） | 14    | 8     | 13    | 006.80（3人）   | 01着 | R2:02.2（34.1）   | -0.0 | 0藤岡康太 | 55        | （ウェスタールンド） | 480         |
| 0000.12.07 | 阪神   | シクラメン賞  | 500万下 | 芝1800m（良） | 7     | 7     | 7     | 009.80（4人）   | 02着 | R1:48.1（33.9）   | -0.2 | 0藤岡康太 | 55        | ポルトドートウィユ   | 476         |
| 2015.03.14 | 阪神   | ゆきやなぎ賞  | 500万下 | 芝2400m（稍） | 8     | 4     | 4     | 003.20（1人）   | 01着 | R2:31.1（35.4）   | -0.1 | 0藤岡康太 | 56        | （クリプトグラム）   | 478         |
| 0000.03.28 | 阪神   | 毎日杯        | GIII    | 芝1800m（良） | 15    | 6     | 11    | 012.50（6人）   | 04着 | R1:47.3（34.3）   | -0.1 | 0藤岡康太 | 56        | ミュゼエイリアン     | 474         |
| 0000.05.09 | 京都   | 京都新聞杯    | GII     | 芝2200m（良） | 16    | 8     | 15    | 010.40（6人）   | 03着 | R2:11.4（34.1）   | -0.1 | 0藤岡康太 | 56        | サトノラーゼン       | 472         |
| 0000.05.30 | 京都   | 白百合S       | OP      | 芝1800m（良） | 14    | 5     | 8     | 003.70（1人）   | 01着 | R1:46.2（33.1）   | -0.0 | 0藤岡康太 | 56        | （ナムラアン）       | 472         |
| 0000.09.27 | 阪神   | 神戸新聞杯    | GII     | 芝2400m（良） | 15    | 4     | 7     | 009.00（4人）   | 07着 | R2:27.9（34.5）   | -1.2 | 0藤岡康太 | 56        | リアファル           | 474         |
| 0000.10.25 | 京都   | 菊花賞        | GI      | 芝3000m（良） | 18    | 5     | 9     | 038.7（13人）   | 12着 | R3:05.3（36.6）   | -1.4 | 0藤岡康太 | 57        | キタサンブラック     | 478         |
| 0000.11.21 | 京都   | アンドロメダS | OP      | 芝2000m（良） | 11    | 2     | 2     | 002.30（1人）   | 03着 | R2:00.7（33.6）   | -0.1 | 0川田将雅 | 54        | トーセンレーヴ       | 480         |
| 0000.12.19 | 阪神   | リゲルS       | OP      | 芝1600m（良） | 16    | 8     | 15    | 006.30（2人）   | 03着 | R1:34.4（33.4）   | -0.3 | 0川田将雅 | 55        | ダッシングブレイズ   | 490         |
| 2016.02.21 | 小倉   | 小倉大賞典    | GIII    | 芝1800m（良） | 16    | 1     | 2     | 005.70（2人）   | 01着 | R1:46.7（34.4）   | -0.0 | 0川田将雅 | 55        | （ダコール）         | 482         |
| 0000.03.12 | 中京   | 中日新聞杯    | GIII    | 芝2000m（良） | 18    | 5     | 10    | 012.50（7人）   | 18着 | R2:02.8（34.8）   | -1.5 | 0松若風馬 | 57        | サトノノブレス       | 478         |
| 0000.04.24 | 京都   | マイラーズC   | GII     | 芝1600m（良） | 15    | 7     | 12    | 022.6（10人）   | 05着 | R1:33.0（34.4）   | -0.4 | 0幸英明   | 56        | クルーガー           | 480         |
| 0000.06.12 | 東京   | エプソムC     | GIII    | 芝1800m（良） | 18    | 3     | 6     | 010.70（5人）   | 07着 | R1:47.0（33.4）   | -0.8 | 0三浦皇成 | 56        | ルージュバック       | 480         |
| 0000.07.10 | 福島   | 七夕賞        | GIII    | 芝2000m（良） | 16    | 4     | 8     | 005.90（3人）   | 01着 | R1:58.4（35.9）   | -0.1 | 0戸崎圭太 | 57        | （ダコール）         | 476         |
| 0000.09.04 | 新潟   | 新潟記念      | GIII    | 芝2000m（良） | 18    | 7     | 14    | 005.00（1人）   | 02着 | R1:57.6（33.2）   | -0.1 | 0戸崎圭太 | 58        | アデイインザライフ   | 480         |

## 種牡馬時代
2018年からイタリア共和国のベスナーテにある、ベスナーテ牧場で種牡馬として繋養を開始し、2019年には初年度産駒が生まれるに至った。
2022年、イタリアリーディングサイアーを獲得。

### 主な産駒
- 2019年産
  - テンペスティ / Tempesti（2022年フェデリコテシオ賞、2023年カルロダレッシオ賞）[11]

## 血統表
| アルバートドックの血統                          | アルバートドックの血統                                 | アルバートドックの血統          | （血統表の出典）                | （血統表の出典） |
| 父系                                            | サンデーサイレンス系/ヘイロー系                        | サンデーサイレンス系/ヘイロー系 | サンデーサイレンス系/ヘイロー系 | [ § 2 ]          |
| 父 ディープインパクト 2002 鹿毛                 | 父の父*サンデーサイレンス Sunday Silence 1986 青鹿毛   | Halo                            | Hail to Reason                  | Hail to Reason   |
| 父 ディープインパクト 2002 鹿毛                 | 父の父*サンデーサイレンス Sunday Silence 1986 青鹿毛   | Halo                            | Cosmah                          |                  |
| 父 ディープインパクト 2002 鹿毛                 | 父の父*サンデーサイレンス Sunday Silence 1986 青鹿毛   | Wishing Well                    | Understanding                   | Understanding    |
| 父 ディープインパクト 2002 鹿毛                 | 父の父*サンデーサイレンス Sunday Silence 1986 青鹿毛   | Wishing Well                    | Mountain Flower                 |                  |
| 父 ディープインパクト 2002 鹿毛                 | 父の母*ウインドインハーヘア Wind in Her Hair 1991 鹿毛 | Alzao                           | Lyphard                         | Lyphard          |
| 父 ディープインパクト 2002 鹿毛                 | 父の母*ウインドインハーヘア Wind in Her Hair 1991 鹿毛 | Alzao                           | Lady Rebecca                    |                  |
| 父 ディープインパクト 2002 鹿毛                 | 父の母*ウインドインハーヘア Wind in Her Hair 1991 鹿毛 | Burghclere                      | Busted                          | Busted           |
| 父 ディープインパクト 2002 鹿毛                 | 父の母*ウインドインハーヘア Wind in Her Hair 1991 鹿毛 | Burghclere                      | Highclere                       |                  |
| 母 *ゴールデンドックエー Golden Doc A 2005 栗毛 | 母の父Unusual Heat 1990 青毛                           | Nureyev                         | Northern Dancer                 | Northern Dancer  |
| 母 *ゴールデンドックエー Golden Doc A 2005 栗毛 | 母の父Unusual Heat 1990 青毛                           | Nureyev                         | Special                         |                  |
| 母 *ゴールデンドックエー Golden Doc A 2005 栗毛 | 母の父Unusual Heat 1990 青毛                           | Rossard                         | Glacial                         | Glacial          |
| 母 *ゴールデンドックエー Golden Doc A 2005 栗毛 | 母の父Unusual Heat 1990 青毛                           | Rossard                         | Peas-Blossom                    |                  |
| 母 *ゴールデンドックエー Golden Doc A 2005 栗毛 | 母の母Penpont 1994 栗毛                                | Crested Wave                    | Crozier                         | Crozier          |
| 母 *ゴールデンドックエー Golden Doc A 2005 栗毛 | 母の母Penpont 1994 栗毛                                | Crested Wave                    | Fading Wave                     |                  |
| 母 *ゴールデンドックエー Golden Doc A 2005 栗毛 | 母の母Penpont 1994 栗毛                                | Imposing Star                   | Imposing                        | Imposing         |
| 母 *ゴールデンドックエー Golden Doc A 2005 栗毛 | 母の母Penpont 1994 栗毛                                | Imposing Star                   | Black Willow                    |                  |
| 母系(F-No.)                                     | (FN:11-g)                                              | (FN:11-g)                       | (FN:11-g)                       | [ § 3 ]          |
| 5代内の近親交配                                 | Northern Dancer 5×4 = 9.38%                            | Northern Dancer 5×4 = 9.38%     | Northern Dancer 5×4 = 9.38%     | [ § 4 ]          |
| 出典                                            | 1. 2. 3. 4.                                            | 1. 2. 3. 4.                     | 1. 2. 3. 4.                     | 1. 2. 3. 4.      |